# Лоффенау
Лоффенау (нем. Loffenau) — коммуна в Германии, в земле Баден-Вюртемберг. 
Подчиняется административному округу Карлсруэ. Входит в состав района Раштат.  Население составляет 2575 человек (на 31 декабря 2010 года). Занимает площадь 17,07 км².

## Фотографии

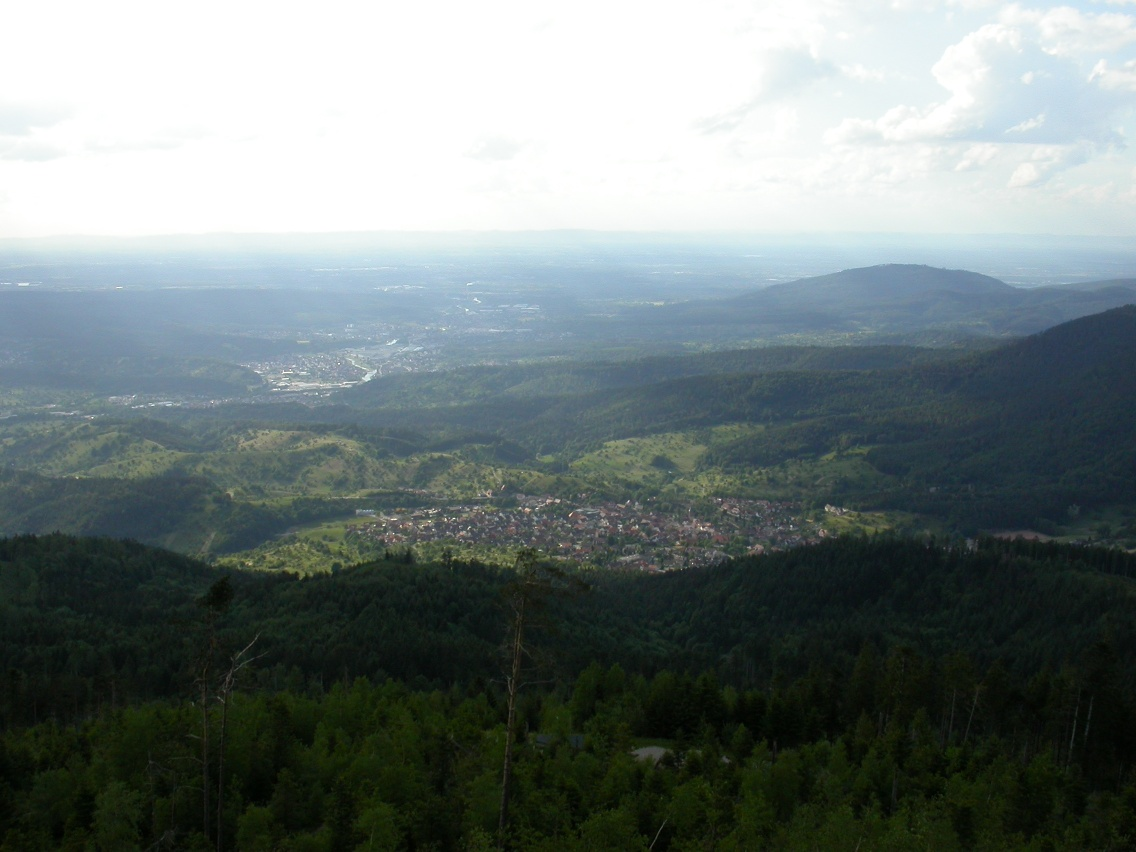
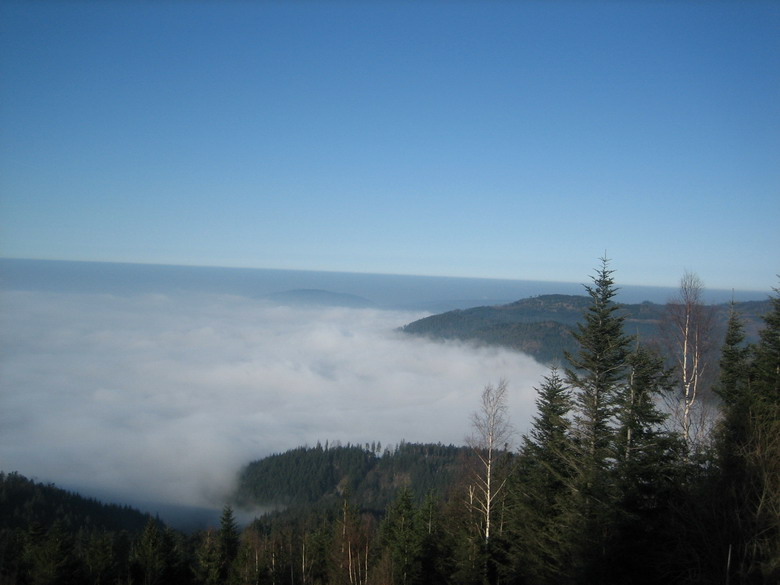
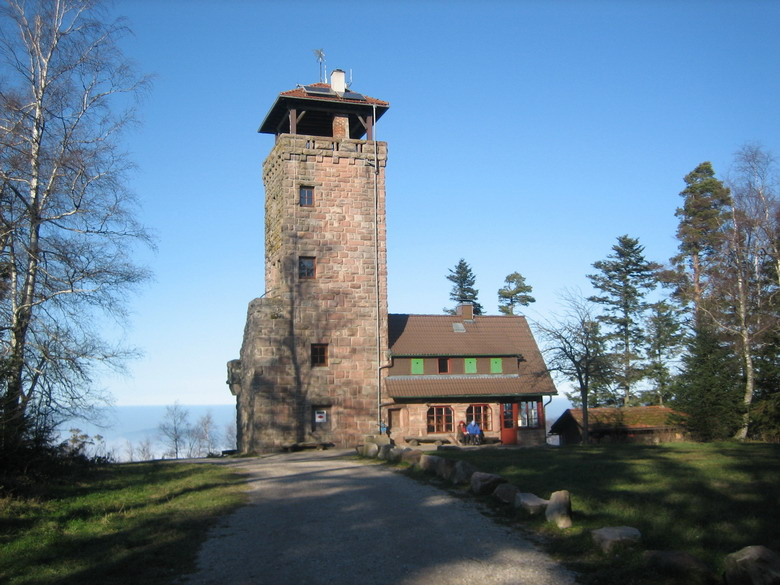